# Nederlandsch-Indische Staatsspoorwegen
De Nederlandsch-Indische Staatsspoorwegen, kortweg meestal Staatsspoorwegen (SS), maar ook Electrische Staats Spoorwegen (ESS) voor elektrische exploitatie, was de voormalige staatsspoorwegmaatschappij, hoofdzakelijk op Java, destijds het belangrijkste en dichtstbevolkte eiland van Nederlands-Indië. Er werden ook enkele lijnen gehandhaafd in de buitengewesten. Geruime tijd vond ook exploitatie plaats op Sumatra, Atjeh, Borneo en Celebes. Het bedrijf beheerde de Nederlands-Indische staatspoor en -tramwegen. In 1946-50 opereerde het bedrijf onder de naam Staatsspoorwegen/Verenigd Spoorwegbedrijf (SS/VS). Het hoofdkantoor was sinds 1924 gevestigd in Bandoeng. Het bedrijf viel onder de Dienst der Staatsspoor- en tramwegen in Nederlandsch-Indië.

## Geschiedenis

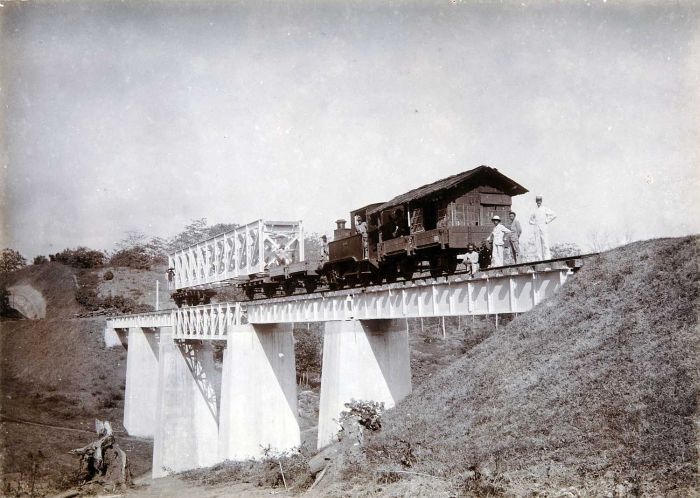
Transport van een brugelement tijdens de bouw van de lijn Garahan – Mrawan (voor 1909)

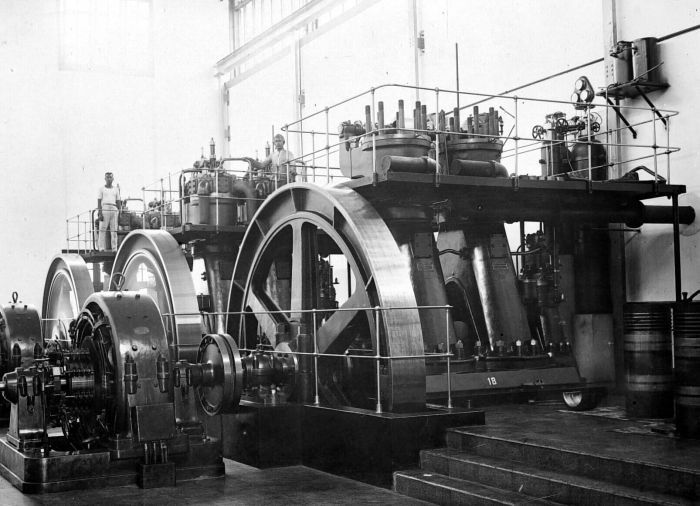
2 dieselgeneratoren in
bedrijf in de elektrische centrale van Djokjakarta (jaren 1920)

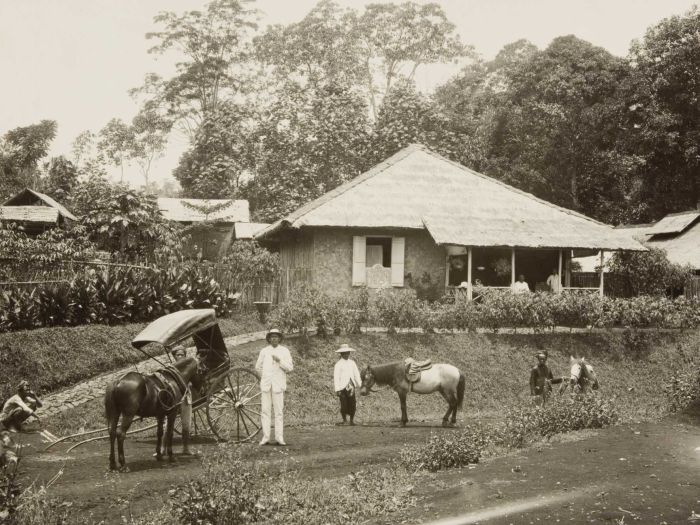
Kantoorgebouw van de Europese toezichthouder tijdens de bouw van de lijn Padalarang-Krawang

Het bedrijf werd opgericht op 6 april 1875, mede omdat er, gezien het gebrek aan economisch succes van de private onderneming  Nederlands-Indische Spoorweg Maatschappij (NIS), nauwelijks particuliere investeerders waren voor de aanleg van spoorwegen in de kolonie. Het toenemende vrachtvolume was nauwelijks beheersbaar gezien de toenemende grondstofproductie van de plantages met trekdieren vanaf de jaren 1860. In een rapport uit 1869 hadden J. A. Kool en N. H. Henket aan de regering voorgesteld om de kosten te verlagen dat toekomstige lijnen bij voorkeur in kaapspoor (1067 mm) zouden worden aangelegd. Bovendien moesten aftakkingslijnen worden ontworpen in smalspoor met 600 of 750 mm.

### Organisatie
Het bedrijf stond sinds 1875 onder leiding van een inspecteur-generaal. De leiding werd in 1888 overgenomen door de Afdeling Burgerlijke Openbare Werken. Op 1 juli 1909 werd een hoofdinspectie ingesteld. Na een reorganisatie op 1 november 1917 waren er negen departementen; de trams en de lijn naar de kolenmijnen van Ombilin (Sumatra) werden afgesplitst.
Leiderschapsposities konden alleen door Europeanen worden uitgeoefend, Europees-Aziaten werden op zijn best geschikt geacht voor functies tot aan de stationschef. Inheemsen (Javanen) en Chinezen werden gebruikt als machinisten, secretaresses 2e klasse of stationschefs. Inheemsen van uit de buitengewesten kwamen in het beste geval in aanmerking voor hulpwerk. In december 1918 waren er 2814 ambtenaren in dienst (waarvan 6% Europeanen) die na 20 dienstjaren (minimumleeftijd 45 jaar) een pensioenaanspraak verwierven. Door de civielrechtelijke hervormingen van de jaren 1920 raakten deze discriminaties achterhaald; de vooruitgang was nu afhankelijk van de schoolkwalificatie. In 1937 waren er 103 mensen werkzaam in het hogere kader, 2403 in het middenkader en 26159 in de eenvoudige dienst.

Op 1 januari 1936 werd het bestuur gereorganiseerd. Er waren vijf regionale directoraten voor de dagelijkse operaties (Oost- en West-Java, Atjeh, West- en Zuid-Sumatra) op elk administratief hoofdkwartier. De hoofdinspecteur was verantwoordelijk voor vijf afdelingen:

1.	Algemene administratie, verantwoordelijk voor financiën, personeelszaken en juridische zaken

2.	Depots

3.	Lijnen en constructies, bruggen daaronder begrepen

4.	Werking, toezicht op materialen, reparatiewerkplaatsen, enz.

5.	Transport en commerciële zaken, met inbegrip van reclame, enz.

### Transportprijzen
Eind 1917 betaalde men, afhankelijk van de route, per km in 1e klas 4 1/2 cent, 2e klas 3 cent en in 3e klas 1-11/2 cent.

### Routes

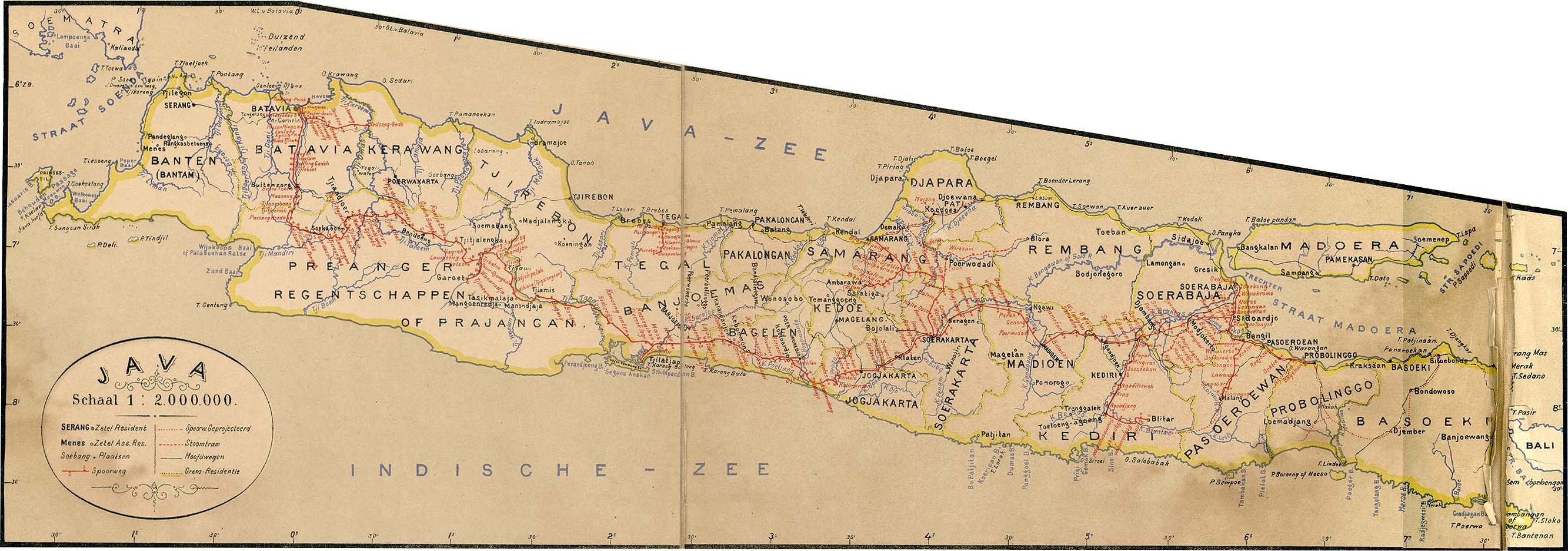
Kaart van het operationele, bouw- of planningsnetwerk van 1893 in Java.

De eerste staatslijn die in 1878 werd geopend was de spoorlijn van Soerabaja naar Pasoeroean (63 km), die uiteindelijk werd voortgezet naar Malang. Drie jaar later begon de aanleg van de lijn van Buitenzorg naar Tjitjoeroeg op West-Java, die tot 1888 werd doorgetrokken naar de kust in Tjilatjap. In 1884 kruisten de lijn van SS en NIS elkaar in Soerakarta. Sinds 1894, toen de lijn tussen Maos en Tjibatoe klaar was, was er een continue verbinding tussen Batavia en Soerabaja. De reis duurde drie dagen met een zuivere reistijd van 32,5 uur, verdeeld over drie dagen, omdat er 's nachts geen treinen reden en, vanwege de wisseling van spoorwijdten, twee keer moesten worden overgestapt. Doorgaande treinen bestonden al sinds 1 februari 1905, nadat een doorlopende derde spoorwijdte voor normaalspoor was aangelegd. De opening van een geheel nieuwe route door de bergen van Peragan op 2 mei 1906 verkortte de reistijd tot twee dagen, met een geplande reistijd van 23 uur. De wet die de bouw van de Cirebon-Kroya-lijn toestond, werd op 31 december 1912 aangenomen, maar de Eerste Wereldoorlog vertraagde de voltooiing ervan tot begin 1917. Dit traject verkortte de route van Batavia naar Soerabaja met 44 km, en omzeilde de helling van 2,5% door Bandoeng, zodat de reistijd werd teruggebracht tot 17 uur. Vanaf 1918 mochten treinen ook 's nachts rijden. In 1917 werd 907 km spoor onder staatstoezicht geëxploiteerd in Oost-Java, 1449 km in West-Java, 245 km op Sumatra, een totaal van 2601 km en geheel in kaapspoor, waarvan 1729 km tot de hoofdlijnen werden gerekend. Daarnaast waren er 84 km aan smalspoorlijnen.

### Exploitatie
De aanvankelijk gelegde rails wogen 25,7 kg/m, de dwarsliggers maten 200×22×12 cm. Sinds 1909 werden rails van 33,4 kg/m gebruikt, waardoor hogere snelheden en laadvermogens mogelijk waren. De langste tunnels waren bij Lampaegan (632 m) en Idjoe (577 m), in het interbellum werd er één bij Saksaät gebouwd met een lengte van 950 m. Grotere reparatiewerkplaatsen werden opgezet in Madoe, Bandoeng en Meester Cornelis. De gemiddelde bouwkosten per kilometer bedroegen in 1912 fl. 79.200 in Oost-Java en fl. 90.400 in West-Java. Een smalspoorkilometer kostte voor de Eerste Wereldoorlog zo’n fl.18.000.

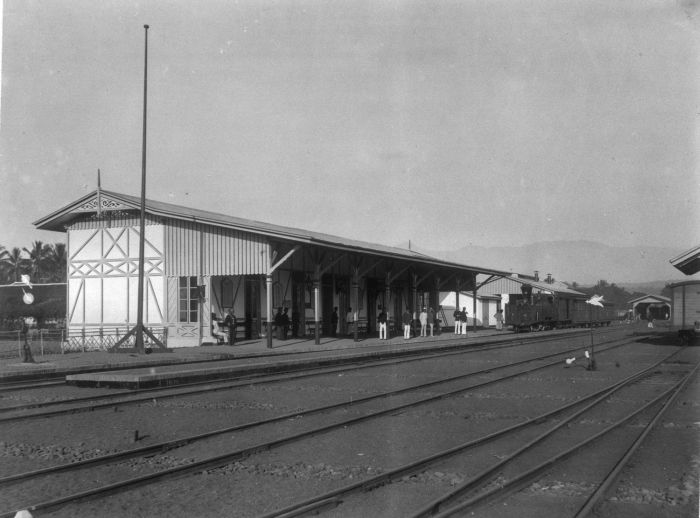
Het station van Tandjong Priok West-Java (rond 1895)

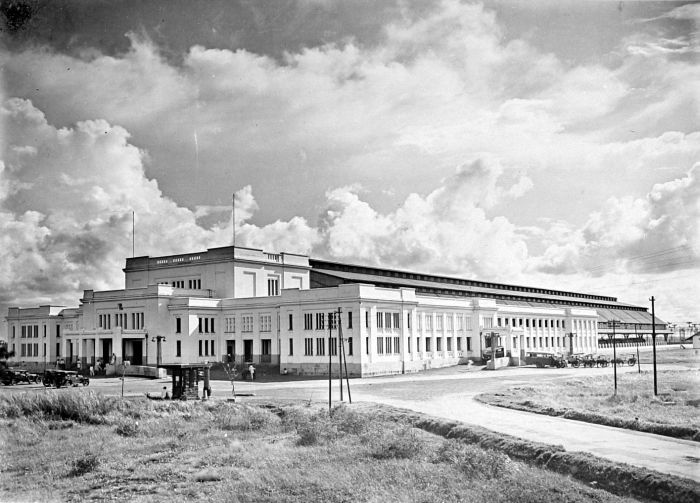
Het Centraal Station van de 'SS en T' in Tandjong Priok (Nieuwbouw 1924)

Het nieuwe Station Tandjong Priok, ontworpen in 1916 door C. W. Koch, werd uiteindelijk in 1924 voltooid. Ter gelegenheid van het 50-jarig bestaan van de Staatsspoorwegen werd in 1925 de eerste geëlektrificeerde lijn (1500 V gelijkstroom) van Buitenzorg naar Batavia geopend. Het voorstedelijke verkeer van Batavia werd geëxploiteerd op een 56 km lang netwerk met 20 meerdere eenheden en maakte een spoorexploitatie mogelijk met volgtijden van 10 minuten per trein. Verder waren er vier sneltrein- en drie goederentreinlocomotieven beschikbaar voor treinvervoer, evenals vier accumulatorlocomotieven voor rangeerdiensten. De energievoorziening van het spoorwegnet werd verkregen uit hogedrukwaterkrachtcentrales met stuwmeren. De elektriciteit werd vanuit de centrales met een spanning van 70 kV overgebracht naar de twee onderstations in Meester Cornelis en Antjol. Als reserve stond in Weltevreden een thermische centrale met stoomturbine ter beschikking. In beide onderstations werd de spanning omgevormd tot 6 kV en gevoed aan een 3-fasemotor, waarbij aan elk van de uiteinden een DC-generator was geflensd, die 750 V genereerde met een vermogen van 750 kW. De twee generatoren van een groep stonden constant in serie met elkaar geschakeld. Voor de lijn naar Buitenzorg werden twee onderstations gebruikt, die voor het eerst in een tropisch land waren uitgerust met kwikdampgelijkrichters van Brown, Boveri & Cie. (BCC).

Het ontwerp van de elektrificatie werd uitgevoerd door de Zwitser Adolphe-M. Hug, de voormalige hoofdwerktuigkundige van het treinvervoer van de staatsspoorwegen.
De voltooiing van de 1067 mm sporen tussen Djokja en Soerabaja op 1 mei 1929 verkortte de reistijd Batavia-Soerabaja tot 11,5 uur. De Eendaagsche Expres haalde een gemiddelde snelheid van 71,7 km/u. Na 1931 werd er nauwelijks meer geïnvesteerd in de spoorlijn. In 1936 werden echter luxe nachttreinen (gemiddeld 60 km/u) op de hoofdlijn geïntroduceerd. In plaats van te investeren in nieuwe locomotieven, werden goederentreinlocomotieven gemodificeerd zodat ze hogere snelheden konden bereiken en konden concurreren met het vrachtwagen- en busverkeer. Door lobbyen werd in 1933 een wettelijke beperking van het vrachtverkeer bereikt.

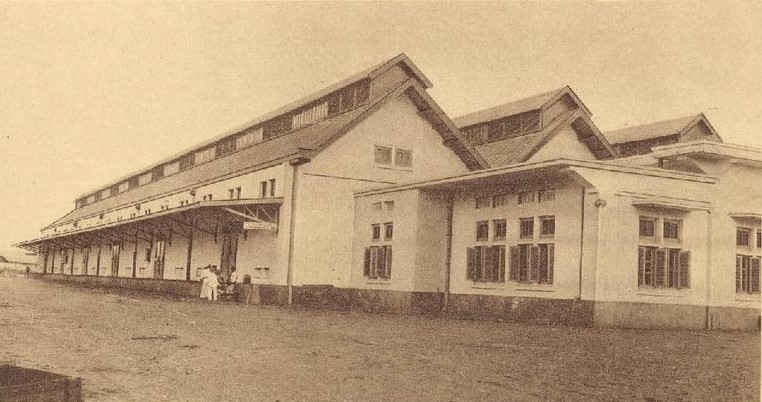
Centraal Station Bandoeng

Tijdens de ‘crisis van de jaren 1930’, die het aantal passagiers in 1929-33 ruwweg halveerde, werden routes die onrendabel waren geworden, stilgelegd; in 1932: Tulungagung-Tugu en Jatibarang-Karangampel; in 1933: Warungdowo-Purwosari en Warungdowo-Ngempit; 1936: Tanahmerah-Kebanyar, ten slotte in 1937 Pamekasan-Kalianget. Eind 1936 bestond het rijksroute netwerk uit 4350 km, waarvan 2929 km  op Java, 645 km op Zuid-Sumatra, 264 km op West-Sumatra en 512 km op Atjeh. Samen waren dit 2270 km hoofdlijnen en 580 km aftakkingen. Daarnaast waren er 79 km smalspoorlijnen. De crisis verhinderde de financiering van de geplande elektrificatie op Java, evenals de geplande verbindingen van de drie deelnetten op Sumatra met elkaar en verdere uitbreidingen op Borneo (Bandjerjasmin-Amoetai; Pontianak-Samboe) en Celebes, waar de enige lijn in 1930 al na acht jaar werd gesloten.

### Hoofdkantoor van de Nederlandsch-Indische Staats Spoorwegen te Bandoeng
De Staatsspoor- en trammaatschappij Staatsspoor en Tramwegen (SS en Tr) nam vanaf 1916 geleidelijk haar intrek in de voormalige Villa Maria.SS heeft als hoofdkantoor nieuwe administratieruimtes nodig. Daarom werden in de voormalige tuin rond de voormalige Villa Maria in 1918 extra gebouwen gebouwd als kantoor voor SS en Tr-eenheden (zoals gebouw A en de aula).De verhuizing van de Hoofdinspecteur vond plaats in augustus 1923 en het verhuizingsproces was in 1924 volledig afgerond. Vanaf 1924 tot dan vond de aansturing van de staatsspoorwegmaatschappij (op Java en Sumatra) plaats vanuit de stad Bandung. In 1927 breidde SS en Tr het kantoor uit door meerdere panden te bouwen. Op het hoofdkantoor van Bandung bevindt zich een ondergrondse bunker die bedoeld is als opslagplaats voor documenten en bedrijfsmiddelen. 

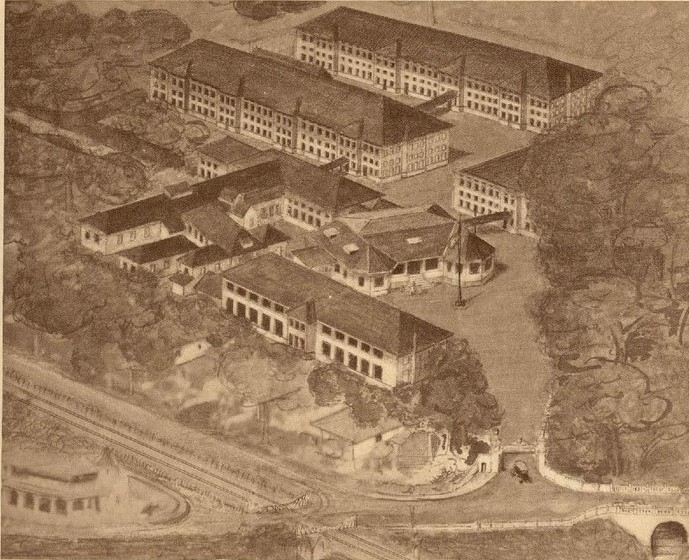
Tekening naar een luchtfoto van de gebouwen van het hoofdkantoor van Staats Spoor te Bandoeng.

Op het terrein van de Villa Maria nabij het Centraal Station omsloten door de Kebon Kawoeng, de Residentsweg, de Kebon Djoekoet Noord en het spoor in Bandoeng was dan gevestigd het hoofdkantoor van de Staats Spoorwegen (S.S.). Kantoorgebouwen, administratie en een bunker voor opslag. Voor het onderhoud van de stoomlocomotieven waren er twee werkplaatsen van het Staats Spoor in Java. Een voor de Oosterlijnen in Madioen en een voor de Westerlijnen in Bandoeng. De werkplaatsen te Bandoeng werden gemoderniseerd maar uiteindelijk min of meer vervangen door een groot nieuw complex in Manggarai. (bron Elektrisch Spoor Bandoeng). Ter gelegenheid van het 50-jarig jubileum, op 6 april 1925, van de Staatsspoor en Tramwegen in Bandoeng, werd door burgemeester Coops aan het bedrijf een monumentale lamp aangeboden. De lamp, die zou moeten verrijzen op het plein voor het station, was ontworpen door bouwkundig ingenieur De Roo. 'Naast het geschenk van een lamp, leidde het spoorwegjubileum nog tot een tweede grote gift. Tijdens de feestelijkheden in 1925 was door het personeel toegezegd geld in te zamelen voor een speciaal herdenkingsmonument op het terrein van het hoofdkantoor van de S.S. aan de Kebon Djoekoet.'  Het monument is gemaakt van beton versierd met bronzen gevleugelde wielen. In metalen letters is in het midden een inscriptie geëtst met houtsnijwerk aan weerszijden. CP Wolf Schoemaker is de jury bij het maken van het monument. De inhuldiging vond plaats op 20 november 1926. Op 16 Juli 1934 geeft Staats Spoor aan dat zij de werkplaatsen gevestigd in de 13 enorme loodsen voor onderhoud en werkzaamheden aan de stoomtreinen aan de Kebon Kawoengweg te Bandoeng willen gaan sluiten. Per eind Februari 1936 is de ABCD (Algemene Bandoengsche Cooperatieve Dienst) gevestigd in de eertijds door de Staats Spoor geexploiteerde gebouwen aan het postadres op de Kebon Djoekoet (heden Jl Kebon Jukut). Aan linkerzijde was de Residentsweg en aan de bovenzijde de Kebon Kawoengweg. Zowel de gebouwen als machinerieen werden gratis voor onbepaalde tijd aan ABCD in bruikleen gegeven in kader van de armoedebestrijding veroorzaakt door de Grote Depressie van de vroege jaren 1930. ABCD zet zichzelf in de markt en begint productie te draaien voor particulieren. Er ontstaan drie min of meer los van elkaar werkende instanties nl. het Adjunct-Werkloosheids Commissariaat dat te Bandoeng de IMIW cursussen onder zijn beheer had, het Plaatselijk Steuncomite en de werkplaats ABCD. Deze drie instanties werden in 1938 vereenigd in de Centrale Administratie van de Werkloosheidsbestrijding. Op het terrein van de gebouwen van het Staats Spoor werd een loods omgebouwd tot 37 woningen voor de tot armoede gedreven Europeanen; Huize Vincentius een tweede loods werd door de St Elisabeth Stichting omgebouwd tot 18 woningen. Het ABCD had op het terrein een werkplaats ingericht voor werklozen die daar ook een vak konden leren en er werd door middel van een gaarkeuken op het terrein tot tienduizend porties voedsel per dag aan de verarmde Europeanen van Bandoeng verstrekt.

### 1942-1951
Onder Japanse bezetting werden bijna alle Javaanse normaalspoorlijnen versmald tot kaapspoor (1067 mm). Enkele standaardspoorlocomotieven werden aan de Zuid-Manchoerijnse Spoorwegen geleverd.

De Bantenspoorweg (lengte 89.350 m) op Sumatra en de Tondongkura-spoorlijn in het zuidwesten van Celebes, werden voornamelijk door geronselde romoesja’s uit West-Java gebouwd. De ruim 200 kilometer lange Pakanbaroe-spoorweg op Sumatra werd slechts enkele dagen voor de overgave van Japan voltooid en daarom niet in gebruik genomen. Hieraan werkten zowel krijgsgevangenen als romoesja's.
Na de terugkeer van de Nederlanders in 1946 heette het staatsbedrijf, dat nu verantwoordelijk was voor Java en Sumatra, Staatsspoorwegen/Verenigd Spoorwegbedrijf (SS/VS). De spoorlijnen waren van strategisch belang voor de politionele acties en daarmee ook het favoriete doelwit van de vrijheidsstrijders, zodat het jonge Indonesië bij de onafhankelijkheid met een volledig vervallen spoorwegsysteem achterbleef.

## Railvoertuigen

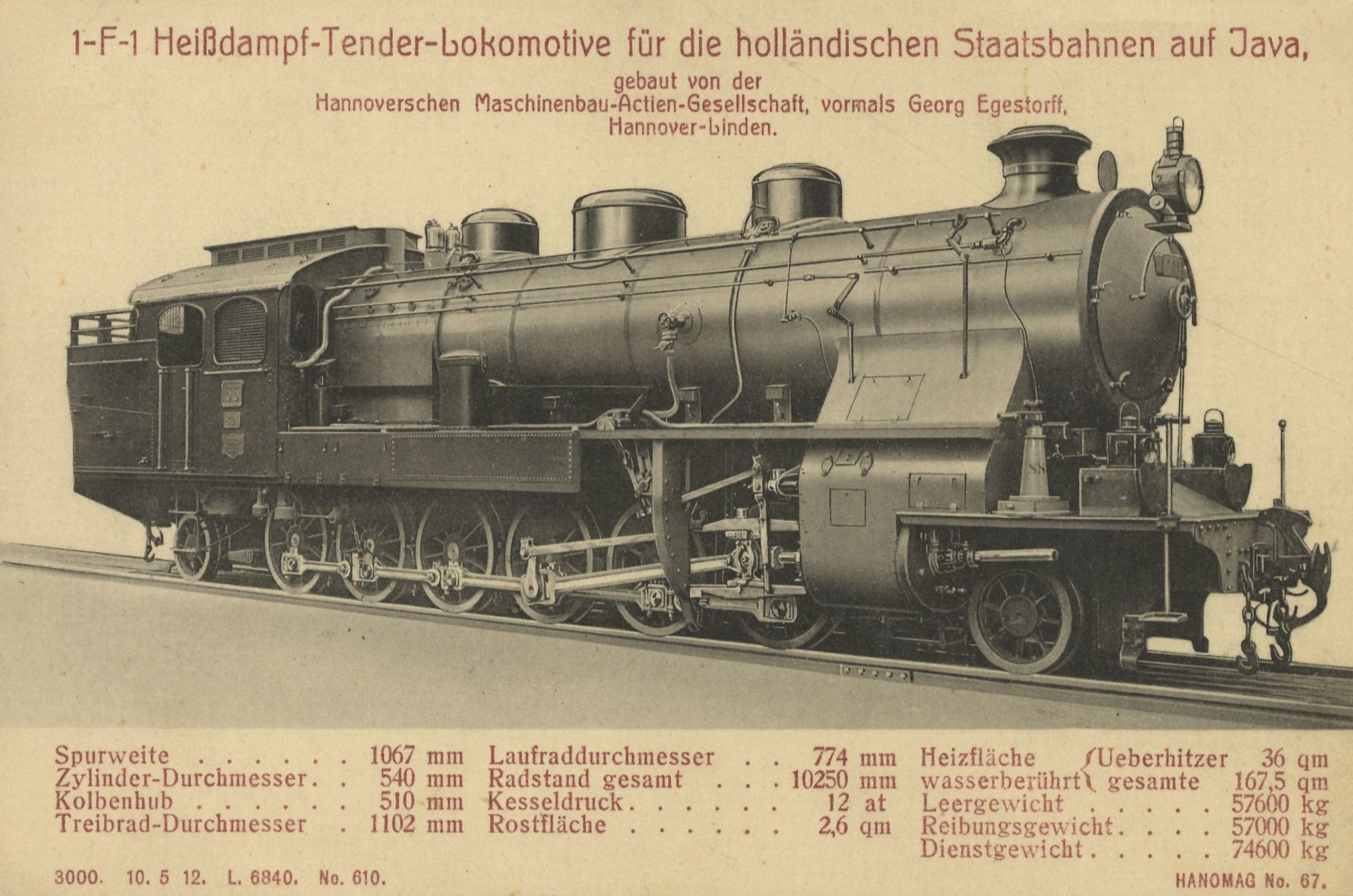
1'F1' tenderlocomotief met oververhitter voor de Nederlandse staatsspoorwegen op Java (1912)

In de 19e eeuw werden locomotieven voornamelijk Beyer-Peacock B1' tenderlocomotieven gebruikt. Vanaf ongeveer 1900 werden ook Hartmann-locomotieven toegevoegd. Andere belangrijke locomotiefleveranciers waren Hanomag, Maschinenfabrik Esslingen en Schweizerische Lokomotiv- und Maschinenfabrik. De locomotief 5316 die in 1966 door deze fabrikant werd geleverd, wordt beschouwd als de laatst gebouwde stoomlocomotief in Indonesië. Deze staat nu in het museum van Ambarawa. 

De personenrijtuigen van het interbellum waren relatief modern; er werden vier-assige draaistellen gebruikt, de personenwagons van de hogere klassen waren coupéwagons met een zijgang.
Eind 1917 was er de volgende voorraad: Op de Oost-Javaanse lijnen 237 locomotieven, 599 passagierstreinen, 96 bagage en 5055 goederenwagons met een laadvermogen van 6-10,5 ton. Bijna 111.000 treinbewegingen haalden ongeveer 6 miljoen km. In 1917 werden bijna 18 miljoen passagiers vervoerd, waarvan 171/2 miljoen in de 3e klasse. Op de West-Javaanse lijnen stonden 240 locomotieven, 648 personenwagons, 156 bagagewagons en 4950 goederenwagons. Ongeveer 192.000 treinbewegingen legden er ongeveer 8,85 miljoen km af. In 1917 werden bijna 32,2 miljoen passagiers vervoerd, waarvan 30,9 miljoen in 3e klasse. West-Sumatra had 71 locomotieven (meestal met tandradaandrijving), 103 personenwagons, 17 bagagewagons en 873 goederenwagons (inclusief vier-assige wagons met een laadvermogen van 20 ton voor kolen). In 1917 werden ongeveer 3,3 miljoen passagiers vervoerd, waarvan 51.000 in 1e klasse (geen 3e klasse).

### Elektrische locomotieven
Locomotieven werden uit Europa geïmporteerd voor de exploitatie van de lijn van Buitenzorg naar Batavia, die met 1500 V gelijkstroom werd geëlektrificeerd. Eerst werden zeven testlocomotieven besteld bij drie verschillende fabrikanten, daarna werden nog eens zes locomotieven besteld door het Nederlandse consortium. De klasse 3000 locomotieven geleverd door SLM en BBC onderscheidden zich door het eerste gebruik van het Java-draaistel, dat de naam kreeg van de plaats van gebruik.
Technische gegevens:
| Bouwserie | Nummer    | Aantal | Fabrikant           | Bouwjaar                          | Asindeling   | Aandrijving       | Gewicht | Vmax    | Vermogen | Beoogde inzet                                       | Foto |
| --------- | --------- | ------ | ------------------- | --------------------------------- | ------------ | ----------------- | ------- | ------- | -------- | --------------------------------------------------- | ---- |
| 3000      | 3001–3004 | 4      | SLM, BBC            | 1924 (3001+3002) 1927 (3003+3004) | (1A)Bo(A1)   | Buchli            | 70 t    | 90 km/h | 1400 pk  | Sneltrein                                           |      |
| 3100      | 3101–3102 | 2      | AEG                 | 1924                              | (1’B)(B1’)   | Stangen           | 80 t    | 75 km/h | 1500 pk  | Sneltrein personentreinen                           |      |
| 3200      | 3201–3206 | 6      | Werkspoor, Heemaf   | 1925 (3201+3202) 1928 (3203-3206) | (1’Bo)(Bo1’) | Tatzlager         | 70 t    | 60 km/h | 1200 pk  | Sneltrein personentreinen                           |      |
| 3300      | 3301      | 1      | AEG                 | 1930                              | Bo’Bo’       | Tatzlager         | 56 t    | 60 km/h | 925 pk   | Goederentreinen                                     |      |
| 4000      | 4001–4002 | 2      | Werkspoor, SSW, AfA | 1924                              | D            | Tatzlager Stangen | 54 t    | 20 km/h | 180 pk   | Accumulatorlok voor rangeerwerk zonder bovenleiding |      |

## Documentatie
- De Nederlandsch Indische Staatsspoor- en Tramwegen - 1929, EYE-filmmuseum, 2017
- Railways of Indonesia, Government railways in Dutch East-India “Staatsspoor- en tramwegen in Nederlandsch-Indië 1875 6 april 1925” (Gedenkboek 1925), drs. Dirk Teeuwen, 2011
- Adolphe-M. Knuffel: Les Chemins de fer d'Etat aux Indes néerlandaises et leur électrification. Technisch bulletin van Franstalig Zwitserland, deel 55, no. 11, blzz. 121–124 (Frans).